# Briquet griffon vendéen
Briquet griffon vendéen är en hundras från Vendée i västra Frankrike. Den är en braquehund och drivande hund som jagar både i koppel (pack) och som ensamdrivande. Den används till drevjakt på hare och kanin och anses särskilt lämpad för snårig terräng. Rasen avlades fram före första världskriget genom urval av småväxta grand griffon vendéen.